# Ageratum houstonianum
Ageratum houstonianum é uma espécie de planta com flor pertencente à família Asteraceae. 
A autoridade científica da espécie é Mill., tendo sido publicada em The Gardeners Dictionary:...eighth edition no. 2. 1768.

## Portugal
Trata-se de uma espécie presente no território português, nomeadamente em Portugal Continental, no Arquipélago dos Açores e no Arquipélago da Madeira.
Em termos de naturalidade é introduzida nas três regiões atrás referidas.

## Protecção
Não se encontra protegida por legislação portuguesa ou da Comunidade Europeia.